# Talorchestia margaritae
Talorchestia margaritae is een vlokreeftensoort uit de familie van de Talitridae. De wetenschappelijke naam van de soort is voor het eerst geldig gepubliceerd in 1948 door Stephensen.